# انتخابات مجلس ویتنام (۲۰۲۱)
انتخابات مجلس ویتنام (انگلیسی: 2021 Vietnamese legislative election) در تاریخ ۲۳ مه ۲۰۲۱ انتخاب اعضای مجلس شورای ملی ویتنام برگزار شد و متعاقب این انتخابات نخست‌وزیر و معاونین شوراهای خلق منصوب می‌شوند. در تاریخ ۲۳ مه براساس قوانین محلی انتخابات برگزار شد. انتظار می‌رود نتایج مرحله دوم انتخابات ویتنام در ماه ژوئن اعلام گردد.

## تاریخچه
حزب کمونیست ویتنام این کشور را با یک نظام تک‌حزبی اداره می‌کند و به این ترتیب تنها حزبی است که در انتخابات شرکت خواهد کرد. در انتخابات مجلس شورای ملی ویتنام ۲۰۱۶، این حزب ۴۷۵ کرسی از ۴۹۶ کرسی را به دست آورد و بقیه به اعضای مستقل دولت جبهه وطنی ویتنام اختصاص یافت.

## نظام انتخاباتی
اعضای شورای ملی ویتنام از ۱۸۴ حوزه انتخابیه چند عضوی و با استفاده از نظام انتخاباتی دو مرحله‌ای انتخاب می‌شود. در نظام دو مرحله‌ای حداکثر ۵۰۰ نامزد انتخاب می‌شوند. نامزدها برای انتخاب شدن در مرحله اول حداقل بایستی ۵۰٪ از آرا را به دست آورند، برگزاری مرحله دوم در صورت لزوم با رای اکثریت تعیین می‌شود.